# Katie Boulter
Katie Charlotte Boulter (Woodhouse Eaves, 1º agosto 1996) è una tennista britannica.

## Biografia
Vincitrice di 3 titoli WTA nel singolare e di 7 titoli nel singolare e 4 titoli nel doppio nel circuito ITF, il 4 novembre 2024 ha raggiunto la sua migliore posizione nel singolare WTA piazzandosi 23ª. Il 6 gennaio 2025 ha raggiunto il miglior piazzamento mondiale nel doppio alla posizione nº 277.
Katie è stata la numero 10 a livello junior nel marzo 2014. Si allena al "Lawn Tennis Association's National Tennis Centre" a Roehampton ed è seguita da Jeremy Bates, Nigel Sears e Mark Taylor.

## Carriera

### 2010-2013
Partecipa per la prima volta ad un torneo ITF nel 2010 a Loughborough, dove però perde al primo turno di qualificazione. Nel 2011 a Bournemouth riesce a qualificarsi e raggiunge i quarti di finale, perdendo contro Scarlett Werner. Il medesimo risultato lo ottiene anche nel 2012 al torneo ITF di Sutton nel doppio con Harriet Dart e al torneo di Loughborough. Alla fine del 2013 ottiene il primo titolo ITF nel doppio al torneo di Sharm El Sheikh con Justine De Suter.

### 2014
Ad inizio anno al torneo ITF di Nonthaburi raggiunge la finale nel doppio con Xun Fang Ying e al successivo torneo di Nonthaburi si ferma in semifinale nel doppio. A fine aprile, nel singolare, raggiunge la finale al torneo ITF di Sharm El Sheikh, perdendo poi da Amy Bowtell per 7-6(5), 0-6, 6(6)-7. La settimana successiva al torneo ITF di Sharm El Sheikh vince il torneo nel doppio con Nina Stojanovic, mentre in singolare si ferma in finale, perdendo proprio contro la tennista serba. Non si ferma più, al successivo torneo egiziano vince il titolo sia in singolare che nel doppio. A giugno partecipa alle qualificazioni del torneo di Eastbourne, ma perde subito al primo turno e così anche a Wimbledon, dove nel singolare perde al primo turno di qualificazione e nel doppio al secondo turno di qualificazione. In seguito vince il torneo ITF di Imola nel doppio con Katy Dunne, mentre in singolare arriva in semifinale. A fine luglio raggiunge la semifinale al torneo ITF di Les Contamines-Montjoie e al successivo torneo di Nottingham, perde la finale in doppio con Freya Christie. In chiusura d'anno arriva in finale nel singolare al torneo ITF di Phuket, perdendo contro Irina Ramialison e al torneo ITF di Lucknow raggiunge la semifinale nel doppio.

### 2015-2016
Dopo un anno di stop, ritorna in campo a febbraio 2016 al torneo ITF di Glasgow dove arriva in semifinale. La prima finale arriva a metà aprile al torneo ITF di Sharm El Sheikh nel doppio, in coppia con Oleksandra Korashvili, mentre la settimana dopo vince il suo secondo titolo ITF nel singolare al torneo egiziano. A giugno tenta la qualificazione ai tornei WTA di Nottingham e Birmingham, ma senza riuscirci e così avviene anche a Wimbledon. Verso la fine dell'anno raggiunge la semifinale al torneo ITF di Redding, perdendo contro Sachia Vickery.

### 2017
Ottiene un primo risultato a marzo al torneo di Mildura, dove perde la finale in singolare contro Viktoria Kuzmova, mentre ad inizio aprile vince il terzo titolo ITF nel singolare a Istanbul. A maggio perde in finale contro Laura Robson il torneo ITF di Kurume. Dopo una semifinale al torneo ITF di Manchester, tenta la qualificazione a Birmingham, ma anche questa volta non riesce nell'impresa. A Wimbledon invece perde al primo turno in entrambi i tabelloni. Prova a qualificarsi anche agli US Open, ma perde all'ultimo turno di qualificazione. A fine anno raggiunge la semifinale al torneo ITF di Óbidos e la settimana dopo sempre a Óbidos perde in finale contro Katie Swan.

### 2018: ingresso in top-100
L'anno inizia con le qualificazioni al torneo di Auckland, dove perde al secondo turno, mentre agli Australian Open si arrende subito al primo turno. Dopo aver partecipato alla Fed Cup per la Gran Bretagna, a fine marzo partecipa al torneo WTA di Miami, cedendo subito al primo turno. A fine aprile poi vince il suo quarto titolo ITF nel singolare a Obidos e il mese dopo replica al torneo di Fukuoka. Cerca poi la qualificazione al Roland Garros, ma si arrende subito al primo turno. Importante risultato arriva al torneo WTA di Nottingham, dove raggiunge i quarti di finale nel singolare, mentre a Birmingham raggiunge i quarti nel doppio. A fine giugno perde la sua settima finale in un torneo ITF nel singolare a Southsea, contro Kirsten Flipkens. A Wimbledon perde al primo turno nel doppio e al secondo turno in singolare nel doppio misto si ferma al primo turno. A Washington si ferma al secondo turno mentre a Montreal non va oltre il primo turno. Agli US Open non si qualifica e dopo due primi turni a Chicago e Pechino. In chiusura d'anno a Tientsin raggiunge i quarti di finale.
Termina l'anno al n°100 del mondo, la sua prima volta in top-100 alla fine della stagione. Nel corso del 2018, si issa fino alla 92ª piazza come best-ranking.

### 2019
Dopo aver partecipato alla Hopman Cup, agli Australian Open perde al secondo turno contro Aryna Sabalenka. In seguito si ferma al primo turno a San Pietroburgo, mentre ad Acapulco raggiunge il secondo turno. Infine contribuisce alla vittoria della Gran Bretagna in Fed Cup.

### 2023: primo titolo WTA
Boulter vince l'ITF di Canberra, battendo in finale la connazionale Burrage. Non supera poi le qualificazioni all'Australian Open, arrendendosi al secondo round a Polina Kudermetova. A Hua Hin e Austin esce di scena all'esordio. Non passa poi le quali a Indian Wells, cedendo a Lesja Curenko. Nella sfida contro la Francia valevole per la qualificazione alla fase finale della Billie Jean King Cup, Boulter perde il suo incontro con la top-5 Garcia in tre tie-break; la nazionale britannica cede per 3-1 alle transalpine, non centrando l'approdo alle fasi finali. In seguito, raggiunge altre due finali ITF in Giappone.
Al Roland Garros, partecipa alle qualificazioni: batte Nuria Brancaccio per poi venir eliminata da Ashlyn Krueger al tie-break del terzo set.
Sull'erba, Katie riceve una wild-card per disputare il WTA 250 di Nottingham: al primo turno, lascia 4 giochi alla qualificata Appleton; successivamente, si impone sulla lucky-loser Snihur, approdando ai quarti, dove prevale sulla connazionale Harriet Dart. In semifinale, elimina l'esperta Heather Watson per 6-4 7-5, accedendo alla sua prima finale sul circuito maggiore. In tale circostanza, Boulter vince il quarto derby del suo torneo contro Jodie Burrage con lo score di 6-3 6-3, aggiudicandosi così il suo primo titolo WTA. Grazie a questo risultato, entra per la prima volta tra le migliori ottanta giocatrici del mondo. Dopo un'uscita all'esordio a Eastbourne, partecipa al torneo di Wimbledon: estromette Daria Saville e Viktorija Tomova, raggiungendo per il secondo anno di fila il terzo turno nello slam di casa; nel match valevole per gli ottavi, cede di schianto alla campionessa in carica Elena Rybakina, che le lascia soltanto due giochi.
Sul cemento americano, la britannica trova come migliori risultati il secondo turno a Montréal e il terzo turno allo US Open, dove viene battuta da Peyton Stearns. 
Dopo scarsi risultati nella trasferta asiatica, Boulter chiude la stagione al n°58 del mondo, facendo registrare un best-ranking al n°50.
2024: altri due titoli WTA e top-30
Katie prende parte alla United Cup nel team Regno Unito: nonostante i successi in entrambi i suoi singolari su Tomljanović e sulla n°5 del mondo Pegula, il team britannico termina al terzo posto nel girone, non guadagnando l'accesso per la fase finale del torneo. Dopo un'eliminazione all'esordio a Brisbane, Boulter torna a vincere un match nel main-draw dell'Australian Open per la prima volta dal 2019 contro la cinese Yue Yuan; al secondo turno, si arrende alla futura finalista del torneo Qinwen Zheng con un duplice 3-6.
Dopo un secondo turno a Linz, partecipa al torneo di San Diego: batte nettamente Curenko (6-3 6-1) per poi rimontare la top-15 Haddad Maia (3-6 6-3 6-4), accedendo al suo primo quarto WTA da Nottingham 2023. Tra le ultime otto, si impone su Vekić in due set, approdando in semifinale, dove lascia 4 giochi alla n°3 del seeding Emma Navarro. Katie si qualifica così per la sua seconda finale WTA, la prima di livello '500': in tale circostanza, supera Marta Kostjuk per 5-7 6-2 6-2, aggiudicandosi il secondo titolo nel circuito maggiore, fin'ora il più prestigioso. Grazie al successo, Boulter sale nel ranking fino al n°27 del mondo, suo nuovo best-ranking.
Dopo un'uscita all'esordio a Indian Wells, a Miami giunge fino agli ottavi, dove cede ad Azaranka. In seguito, contribuisce alla qualificazioni alle fasi finali della Billie Jean King Cup per il Regno Unito, vincendo il suo singolare contro Clara Burel. Su terra, non ottiene risultati degni di nota, uscendo al secondo turno (dopo il bye) a Roma e Madrid e all'esordio a Parigi (contro Paula Badosa).
Su erba, prende parte al WTA 250 di Nottingham, dove è la campionessa in carica e testa di serie n°3: dopo un esordio complicato contro la connazionale Dart (6(5)-7 6-4 7-5), vince agevolmente su Rebecca Marino e Magdalena Fręch, approdando in semifinale, la seconda del 2024. In tale circostanza, rimonta la conterranea Emma Raducanu (6(13)-7 6-3 6-4), accedendo alla terza finale WTA della carriera. Come successo nel 2023, Boulter si aggiudica il titolo, sconfiggendo l'ex n°1 del mondo Karolína Plíšková in tre set.

## Vita privata
Ha una relazione con il collega australiano Alex de Minaur.

## Statistiche WTA

### Singolare

#### Vittorie (3)
| Legenda              |
| -------------------- |
| Grande Slam (0)      |
| Ori Olimpici (0)     |
| WTA Finals (0)       |
| WTA Elite Trophy (0) |
| Dal 2021             |
| WTA 1000 (0)         |
| WTA 500 (1)          |
| WTA 250 (2)          |

| N. | Data           | Torneo                          | Superficie | Avversaria in finale | Punteggio     |
| 1. | 18 giugno 2023 | Nottingham Open, Nottingham     | Erba       | Jodie Burrage        | 6–3, 6–3      |
| 2. | 3 marzo 2024   | San Diego Open, San Diego       | Cemento    | Marta Kostjuk        | 5–7, 6–2, 6–2 |
| 3. | 16 giugno 2024 | Nottingham Open, Nottingham (2) | Erba       | Karolína Plíšková    | 4-6, 6–3, 6–2 |

#### Sconfitte (1)
| Legenda              |
| -------------------- |
| Grande Slam (0)      |
| Argenti Olimpici (0) |
| WTA Finals (0)       |
| WTA Elite Trophy (0) |
| Dal 2021             |
| WTA 1000 (0)         |
| WTA 500 (0)          |
| WTA 250 (1)          |

| N. | Data            | Torneo                    | Superficie | Avversaria in finale | Punteggio |
| 1. | 3 novembre 2024 | Hong Kong Open, Hong Kong | Cemento    | Diana Šnajder        | 1–6, 2–6  |

## Circuito WTA 125

### Singolare

#### Vittorie (1)
| N. | Data           | Torneo               | Superficie  | Avversaria in finale | Punteggio     |
| 1. | 18 maggio 2025 | Clarins Open, Parigi | Terra rossa | Chloé Paquet         | 3-6, 6-2, 6-3 |

## Statistiche ITF

### Singolare

#### Vittorie (7)
| Torneo $100.000 (0) |
| Torneo $80.000 (0)  |
| Torneo $75.000 (0)  |
| Torneo $60.000 (3)  |
| Torneo $50.000 (0)  |
| Torneo $40.000 (0)  |
| Torneo $25.000 (1)  |
| Torneo $15.000 (1)  |
| Torneo $10.000 (2)  |

| N. | Data             | Torneo                                     | Superficie  | Avversaria           | Punteggio          |
| 1. | 11 maggio 2014   | Jolie Ville Golf Women's, Sharm el-Sheikh  | Cemento     | Eden Silva           | 4-6, 6-4, 7-5      |
| 2. | 24 aprile 2016   | Jolie Ville Golf Women's, Sharm el-Sheikh  | Cemento     | Anastasija Pribjlova | 4-6, 6-3, 7-5      |
| 3. | 1º marzo 2017    | ITF Women's Circuit Istanbul, Istanbul     | Cemento (i) | Ayla Aksu            | 6-3, 3-6, 6-3      |
| 4. | 22 aprile 2018   | Óbidos Ladies Open, Óbidos                 | Sintetico   | Urszula Radwańska    | 4-6, 6-3, 6-3      |
| 5. | 13 maggio 2018   | Fukuoka International Women's Cup, Fukuoka | Sintetico   | Ksenija Lykina       | 5-7, 6-4, 6-2      |
| 6. | 13 febbraio 2022 | Engie Open de l'Isère, Grenoble            | Cemento (i) | Anna Blinkova        | 7-(2), 6(6)-7, 6-2 |
| 7. | 7 gennaio 2023   | Canberra Challenger, Canberra              | Cemento     | Jodie Burrage        | 3-6, 6-3, 6-2      |

#### Sconfitte (10)
| Torneo $100.000 (1) |
| Torneo $80.000 (1)  |
| Torneo $75.000 (0)  |
| Torneo $60.000 (2)  |
| Torneo $50.000 (0)  |
| Torneo $40.000 (0)  |
| Torneo $25.000 (2)  |
| Torneo $15.000 (2)  |
| Torneo $10.000 (2)  |

| N.  | Data             | Torneo                                                   | Superficie  | Avversaria        | Punteggio           |
| 1.  | 27 aprile 2014   | Jolie Ville Golf Women's, Sharm el-Sheikh                | Cemento     | Amy Bowtell       | 7-6(5), 0-6, 6(6)-7 |
| 2.  | 4 maggio 2014    | Jolie Ville Golf Women's, Sharm el-Sheikh                | Cemento     | Nina Stojanović   | 6-3, 4-6, 3-6       |
| 3.  | 1º novembre 2014 | Chang ITF Thailand Pro Circuit Phuket, Phuket            | Cemento (i) | Irina Ramialison  | 3-6, 0-6            |
| 4.  | 12 marzo 2017    | Mildura Grand Tennis International, Mildura              | Erba        | Viktória Kužmová  | 2-6, 4-6            |
| 5.  | 21 maggio 2017   | Kurume Best Amenity International Women's Tennis, Kurume | Sintetico   | Laura Robson      | 3-6, 4-6            |
| 6.  | 29 ottobre 2017  | Óbidos Ladies Open, Óbidos                               | Sintetico   | Katie Swan        | 0-5, rit.           |
| 7.  | 1º luglio 2018   | Southsea Trophy, Southsea                                | Erba        | Kirsten Flipkens  | 4-6, 7-5, 3-6       |
| 8.  | 25 ottobre 2020  | Jolie Ville Golf Women's, Sharm el-Sheikh                | Cemento     | Joanna Garland    | 3-6, 6-3, 3-6       |
| 9.  | 7 maggio 2023    | Kangaroo Cup International Ladies Open Tennis, Gifu      | Cemento     | Himeno Sakatsume  | 5-7, 3-6            |
| 10. | 14 maggio 2023   | Fukuoka International Women's Tennis, Fukuoka            | Sintetico   | Natsumi Kawaguchi | w/o                 |

### Doppio

#### Vittorie (4)
| Torneo $100.000 (0) |
| Torneo $80.000 (0)  |
| Torneo $75.000 (0)  |
| Torneo $60.000 (0)  |
| Torneo $50.000 (0)  |
| Torneo $40.000 (0)  |
| Torneo $25.000 (0)  |
| Torneo $15.000 (1)  |
| Torneo $10.000 (3)  |

| N. | Data             | Torneo                                    | Superficie | Partner           | Avversarie                        | Punteggio   |
| 1. | 24 novembre 2013 | Jolie Ville Golf Women's, Sharm el-Sheikh | Cemento    | Justine De Sutter | Natela Dzalamidze Julija Hnatejko | 6-4, 7-6(6) |
| 2. | 4 maggio 2014    | Jolie Ville Golf Women's, Sharm el-Sheikh | Cemento    | Nina Stojanović   | Dong Xiaorong Pia Konig           | 6-4, 6-2    |
| 3. | 11 maggio 2014   | Jolie Ville Golf Women's, Sharm el-Sheikh | Cemento    | Nina Stojanović   | Ekaterina Kljueva Sofija Smagina  | 6-2, 6-3    |
| 4. | 19 luglio 2014   | Internazionali di Imola, Imola            | Sintetico  | Katy Dunne        | Anna-Giulia Remondina Lisa Sabino | 7-6(8), 6-3 |

#### Sconfitte (3)
| Torneo $100.000 (0) |
| Torneo $80.000 (0)  |
| Torneo $75.000 (0)  |
| Torneo $60.000 (0)  |
| Torneo $50.000 (0)  |
| Torneo $40.000 (0)  |
| Torneo $25.000 (0)  |
| Torneo $15.000 (0)  |
| Torneo $10.000 (3)  |

| N. | Data             | Torneo                                                | Superficie | Partner              | Avversarie                       | Punteggio         |
| 1. | 22 novembre 2014 | Chang ITF Thailand Pro Circuit Nonthaburi, Nonthaburi | Cemento    | Zun Fang Ying        | Han Xinyun Zhang Kailin          | 3-6, 0-6          |
| 2. | 10 agosto 2014   | AEGON Pro Series Nottingham, Nottingham               | Cemento    | Freya Christie       | Alison Bai Mari Tanaka           | 4-6, 3-6          |
| 3. | 17 aprile 2016   | Jolie Ville Golf Women's, Sharm el-Sheikh             | Cemento    | Oleksandra Korašvili | Melanie Klaffner Julia Wachaczyk | 4-6, 6-2, [11-13] |

## Grand Slam Junior

### Doppio

#### Sconfitte (1)
| Tornei del Grande Slam  |
| ----------------------- |
| Australian Open (1)     |
| Open di Francia (0)     |
| Torneo di Wimbledon (0) |
| US Open (0)             |

| N. | Data            | Torneo                     | Superficie | Compagna      | Avversarie in finale                  | Punteggio |
| 1. | 25 gennaio 2014 | Australian Open, Melbourne | Cemento    | Ivana Jorović | Anhelina Kalinina Elizaveta Kuličkova | 4-6, 2-6  |

## Risultati in progressione
| Sigla | Risultato               |
| ----- | ----------------------- |
| V     | Vincitore               |
| F     | Finalista               |
| SF    | Semifinalista           |
| O     | Oro olimpico            |
| A     | Argento olimpico        |
| SF    | Bronzo olimpico         |
| QF    | Quarti di Finale        |
| 4T    | Quarto turno            |
| 3T    | Terzo turno             |
| 2T    | Secondo turno           |
| 1T    | Primo turno             |
| RR    | Round Robin             |
| LQ    | Turno di qualificazione |
| A     | Assente                 |
| ND    | Non disputato           |

| Legenda superfici    |
| -------------------- |
| Cemento              |
| Terra battuta        |
| Erba                 |
| Superficie variabile |

### Singolare
| Torneo                 | 2014 | 2015 | 2016 | 2017 | 2018 | 2019 | 2020 | 2021 | 2022 | 2023 | V–S  |
| ---------------------- | ---- | ---- | ---- | ---- | ---- | ---- | ---- | ---- | ---- | ---- | ---- |
| Tornei del Grande Slam |      |      |      |      |      |      |      |      |      |      |      |
| Australian Open        | A    | A    | A    | A    | Q1   | 2T   | 1T   | 1T   | Q1   | Q2   | 1–3  |
| Open di Francia        | A    | A    | A    | A    | Q1   | A    | A    | A    | A    | Q2   | 0–0  |
| Wimbledon              | Q1   | A    | Q2   | 1T   | 2T   | A    | ND   | 2T   | 3T   | 3T   | 6–5  |
| US Open                | A    | A    | A    | Q3   | Q1   | A    | A    | 1T   | Q2   | 3T   | 2–2  |
| Vittorie-sconfitte     | 0–0  | 0–0  | 0–0  | 0–1  | 1–1  | 1–1  | 1–1  | 1–3  | 2–1  | 4-2  | 9–10 |

### Doppio
| Torneo                 | 2017    | 2018    | 2019    | 2020    | 2021    | 2022    | 2023    | V–S |
| ---------------------- | ------- | ------- | ------- | ------- | ------- | ------- | ------- | --- |
| Tornei del Grande Slam |         |         |         |         |         |         |         |     |
| Australian Open        | Assente | Assente | Assente | Assente | Assente | Assente | Assente | 0–0 |
| Open di Francia        | Assente | Assente | Assente | Assente | Assente | Assente | Assente | 0–0 |
| Wimbledon              | 1T      | 1T      | Assente | Assente | Assente | Assente | Assente | 0–2 |
| US Open                | Assente | Assente | Assente | Assente | Assente | Assente | 1T      | 0–1 |
| Vittorie-sconfitte     | 0–1     | 0–1     | 0–0     | 0–0     | 0–0     | 0–0     | 0-1     | 0–3 |

### Doppio misto
| Torneo                 | 2018    | 2019    | 2020    | 2021    | 2022    | 2023    | V–S |
| ---------------------- | ------- | ------- | ------- | ------- | ------- | ------- | --- |
| Tornei del Grande Slam |         |         |         |         |         |         |     |
| Australian Open        | Assente | Assente | Assente | Assente | Assente | Assente | 0–0 |
| Open di Francia        | Assente | Assente | Assente | Assente | Assente | Assente | 0–0 |
| Wimbledon              | 1T      | Assente | Assente | Assente | Assente | 2T      | 1–2 |
| US Open                | Assente | Assente | Assente | Assente | Assente | Assente | 0–0 |
| Vittorie-sconfitte     | 0–1     | 0–0     | 0–0     | 0–0     | 0–0     | 1-1     | 1–2 |

## Vittorie contro giocatrici top 10
| Stagione | 2022 | 2023 | 2024 | 2025 | Totale |
| Vittorie | 2    | 0    | 1    | 1    | 4      |

| #    | Giocatrice            | Ranking | Evento                               | Superficie | Turno | Punteggio        | Rank. KBR |
| ---- | --------------------- | ------- | ------------------------------------ | ---------- | ----- | ---------------- | --------- |
| 2022 |                       |         |                                      |            |       |                  |           |
| 1.   | Karolína Plíšková (1) | 7       | Eastbourne International, Eastbourne | Erba       | 2T    | 1-6, 6-4, 6-4    | 127       |
| 2.   | Karolína Plíšková (2) | 7       | Torneo di Wimbledon, Londra          | Erba       | 2T    | 3-6, 7-6(4), 6-4 | 118       |
| 2024 |                       |         |                                      |            |       |                  |           |
| 3.   | Jessica Pegula        | 5       | United Cup, Perth                    | Cemento    | RR    | 5-7, 6-4, 6-4    | 56        |
| 2025 |                       |         |                                      |            |       |                  |           |
| 4.   | Paula Badosa          | 9       | Torneo di Wimbledon, Londra          | Erba       | 1T    | 6-2, 3-6, 6-4    | 43        |